# Malcolm Proud
Malcolm Proud (Dublin, ca. 1955) is een Iers klavecinist en organist.

## Levensloop
Na zijn Master in muziek te hebben behaald aan Trinity College, Dublin, (onder meer bij John S. Beckett), studeerde Pound, dankzij een beurs, verder aan de universiteit van Kopenhagen.  Vervolgens studeerde hij een jaar bij Gustav Leonhardt en behaalde een diploma aan het Sweelinck Conservatorium van Amsterdam.
In 1980 behaalde hij in Brugge de Vierde prijs in het internationaal klavecimbelconcours, georganiseerd in het kader van het Festival Musica Antiqua. In 1982 won hij de Eerste prijs in het internationaal klavecimbelconcours van Edinburgh.
Proud heeft een concertcarrière uitgebouwd, met optredens in Europa, de Verenigde Staten en Japan. In Ierland speelde hij in het Kilkenny Arts Festival, het West Cork Chamber Music Festival, de Sligo and Galway Early Music Festivals, het Festival in Great Irish Houses and het Dublin International Organ and Choral Festival. 
Hij heeft ook vaak deelgenomen aan de jaarlijkse Bachconcerten in de St. Ann's Church in Dublin, waar hij in 2000 de integrale van de Franse en Engelse suites van Bach uitvoerde.
Als organist heeft hij onder meer gespeeld in Dublin: National Concert Hall, St. Michael's Dún Laoghaire en Christ Church Cathedral. Hij speelde verder op het orgel van Pembroke College in Cambridge, de kathedralen van Antwerpen, Gent, Kopenhagen, Limburg an der Lahn, Bazel, Maria Enzersdorf en Perchtoldsdorf bij Wenen, Aveiro in Portugal, en de historische orgels van Valère-Sion in Zwitserland, Ottobeuren in Duitsland en Udine in Italië. 
In 1994 toerde Malcolm Proud doorheen Californië, samen met de Amerikaanse viola da gamba speler John Dornenburg. Hij speelde werken van Johann Sebastian Bach met de Chandos Baroque Players, zowel in Pasadena als doorheen Canada. Hij toerde opnieuw met Dornenburg in 1997 en nam ook deel aan de concerten georganiseerd in de streek van Boston door de Cambridge Society for Early Music. Hij speelde er met de Zwitserse barokvioliste Maya Homburger. In 2001 toerde hij door Japan (Tokio, Osaka, Mito) samen met het Purcell Quartet dat Monteverdi's Orfeus opvoerde, met Mark Padmore in de titelrol. In 2002 trad hij op met de violiste Elizabeth Wallfisch en de cellist Richard Tunnicliffe, in de Frick Collection in New York. Hij heeft ook de concerto's van Carl Philipp Emanuel Bach uitgevoerd. Samen met het Orchestra of the Enlightenment, onder de leiding van Gustav Leonhardt, is hij opgetreden in Londen en in Birmingham. In 2000 speelde hij met John Eliot Gardiners English Baroque Soloists' de Cantate 'Pilgrimage' van Bach en was hij de solist met hetzelfde orkest voor de uitvoering van Bachs concerto voor klavecimbel, fluit en viool. Hij trad verder ook op met het EU Baroque Orchestra en het Gabrieli Consort.
Malcolm Proud is lid van verschillende ensembles op authentieke instrumenten: het ensemble Convivium, het  Camerata Kilkenny en het Irish Baroque Orchestra. Hij is opgetreden met solisten zoals Gustav Leonhardt, Marcel Ponseele, Wilbert Hazelzet, Maya Homburger, Elizabeth Wallfisch, Isabelle Poulenard, John Elwes, Michael George, Monica Huggett, Steven Isserlis, Sarah Cunningham, Lisa Beznosiuk, Pavlo Beznosiuk, Rachel Brown, Julia Dickson, John Dornenburg en Richard Tunnicliffe. 
Proud doceert aan het Waterford Institute of Technology en is de titularis van het orgel en de koorleider in de Anglicaanse kathedraal St. Canice in Kilkenny, stad waar hij woont met zijn vrouw en zijn drie kinderen.

## Discografie
Proud heeft veel platenopnamen op zijn actief, onder meer:
- Johann Sebastian Bach, Vijfde Brandenburgs Concerto met het Orchestra of the Age of Enlightenment.
- J.S. Bach, sonates voor viola da gamba en klavecimbel
- Marin Marais, Pièces de Violes
- Georg Friedrich Händel, Italiaanse solocantates
- instrumentaal werk met John Dornenburg en Julianne Baird
- Alessandro Scarlatti, cantatas met Nancy Argenta en de Chandos Baroque Players
- de Zelenka Lamentations met Michael Chance, Michael George, John Mark Ainsley en de Chandos Baroque Players
- Antonio Vivaldi, La Pastorella met de Chandos Baroque Players,
- J.S. Bach, sonates voor viool en klavecimbel met Maya Homburger
- J.S. Bach, Goldbergvariaties
- Henry Purcell, muziek voor klavecimbel,
- Johann Adolf Hasse, cantates, ballades en sonates met Julianne Baird, Nancy Hadden en Erin Headley
- solowerken van J.S. Bach, William Byrd, François Couperin en Johann Jakob Froberger